# Lac Macaza
Lac Macaza är en sjö i Kanada.   Den ligger i regionen Laurentides och provinsen Québec, i den sydöstra delen av landet, 130 km nordost om huvudstaden Ottawa. Lac Macaza ligger 233 meter över havet. Arean är 1,7 kvadratkilometer. Den sträcker sig 4,3 kilometer i nord-sydlig riktning, och 2,2 kilometer i öst-västlig riktning.
I omgivningarna runt Lac Macaza växer i huvudsak blandskog. Runt Lac Macaza är det mycket glesbefolkat, med 2 invånare per kvadratkilometer.